# Фомино (Павлово-Посадский городской округ)
Фомино — деревня в Московской области России. Входит в Павлово-Посадский городской округ. Население — 141 чел. (2010).

## География
Деревня Фомино расположена в центральной части городского округа, примерно в 3 км к юго-западу от города Павловский Посад. Высота над уровнем моря 132 м. По южной окраине деревни протекает река Вохонка. К деревне приписана 1 территория. Ближайшие населённые пункты — село Рахманово и деревня Сонино.

## История
В 1926 году деревня входила в Сонинский сельсовет Павлово-Посадской волости Богородского уезда Московской губернии, имелась школа 1-й ступени.
С 1929 года — населённый пункт в составе Павлово-Посадского района Орехово-Зуевского округа Московской области, с 1930-го, в связи с упразднением округа, — в составе Павлово-Посадского района Московской области.
До муниципальной реформы 2006 года Фомино входило в состав Рахмановского сельского округа Павлово-Посадского района.
В 2010-2011 гг. в деревне была построена часовня Иуды, брата Господня.
С 2004 до 2017 гг. деревня входила в Рахмановское сельское поселение Павлово-Посадского муниципального района.

## Население
В 1926 году в деревне проживало 292 человека (127 мужчин, 165 женщин), насчитывалось 59 хозяйств, из которых 47 было крестьянских. По переписи 2002 года — 154 человека (67 мужчин, 87 женщин).
| 1926 | 2002 | 2006 | 2010 |
| ---- | ---- | ---- | ---- |
| 292  | ↘154 | ↘111 | ↗141 |